# Мигура Іван Детесович
Мигура Іван Детесович (*д/н — †після 1712) — визначний український гравер, художник—портретист, іконописець.

## Життєпис
Народився у м. Київ у заможній родині. Про батьків Івана замало відомостей. Навчався у Києво-Могилянській академії, прослухав повний курс риторики, філософії та богослов'я. Згодом став викладачем цієї освітньої установи: у 1702—1703 рр. — викладач синтаксими, у 1703—1704 рр. — викладач піїтики. У 1703 році у Святій Софій приймає постриг й отримує чернече ім'я Іларіон. У 1704 році стає архідияконом Софійського монастиря. З 1709 до 1712 року ігумен батуринського Миколо-Крупицького монастря. Подальша доля невідома.

## Творчість
Займався здебільшого гравюрою, робив панегіричні гравюри в стилі українського бароко з віршованими текстами. Робив великі гравюри, так звані мідьорити. Їх Мигура називав «Тезами на честь…». У своїй творчості Мигура часто підіймається до високої патетики, але композиція здебільшого лишається ясною, гармонійною, іноді величаво монументальною.
Мигура був майстром портрету, зокрема створив портрети Андрія Войнаровського та митрополита Варлаама Ясинського. 
Був іконописцем, виконував замовлення церков та монастирів, зокрема в його доробку ікони святих Івана Золотоустого та Миколая.

## Список творів
- Композиція "Свята Варвара" (1700)[6].
- Гравюра, присвячена єпископу Захарію Корниловичу (1703).
- Панегірик на честь А.Войнаровського (1703).[4]
- Єлецька Богоматір – нев’янучий цвіт (1704)[7] — панегірик на честь Ісакія Васинкевича.
- Тріумф Гедеона (1704) — панегірик на честь Гедеона Одорського.
- Princeps ecclesiaru… (1706) — панегірик на честь Івана Мазепи.
- Oriens exalto… (1706) — панегірик на честь Стефана Яворського.
- Епітафія Варлааму (Ясинському) (1707).
- Панегірик на честь Василя Кочубея (1708).
- Преподобний Іоанн Лествичник (1707) — гравюра, присвячена Іванові Ломиковському.
- Панегірик на честь Івана Скоропадського (1709).
- Апостол Ірадіон (1711) — панегірик на честь Ірадіона Журахівського.
- Іоанн Предтеча – янгол пустелі (1711) — гравюра, присвячена Іванові Ломиковському.
- Симеон Богоприємець (1712) — панегірик на честь Симеона Скарги.
- Панегірик на честь Данила Апостола (1712).

## Галерея

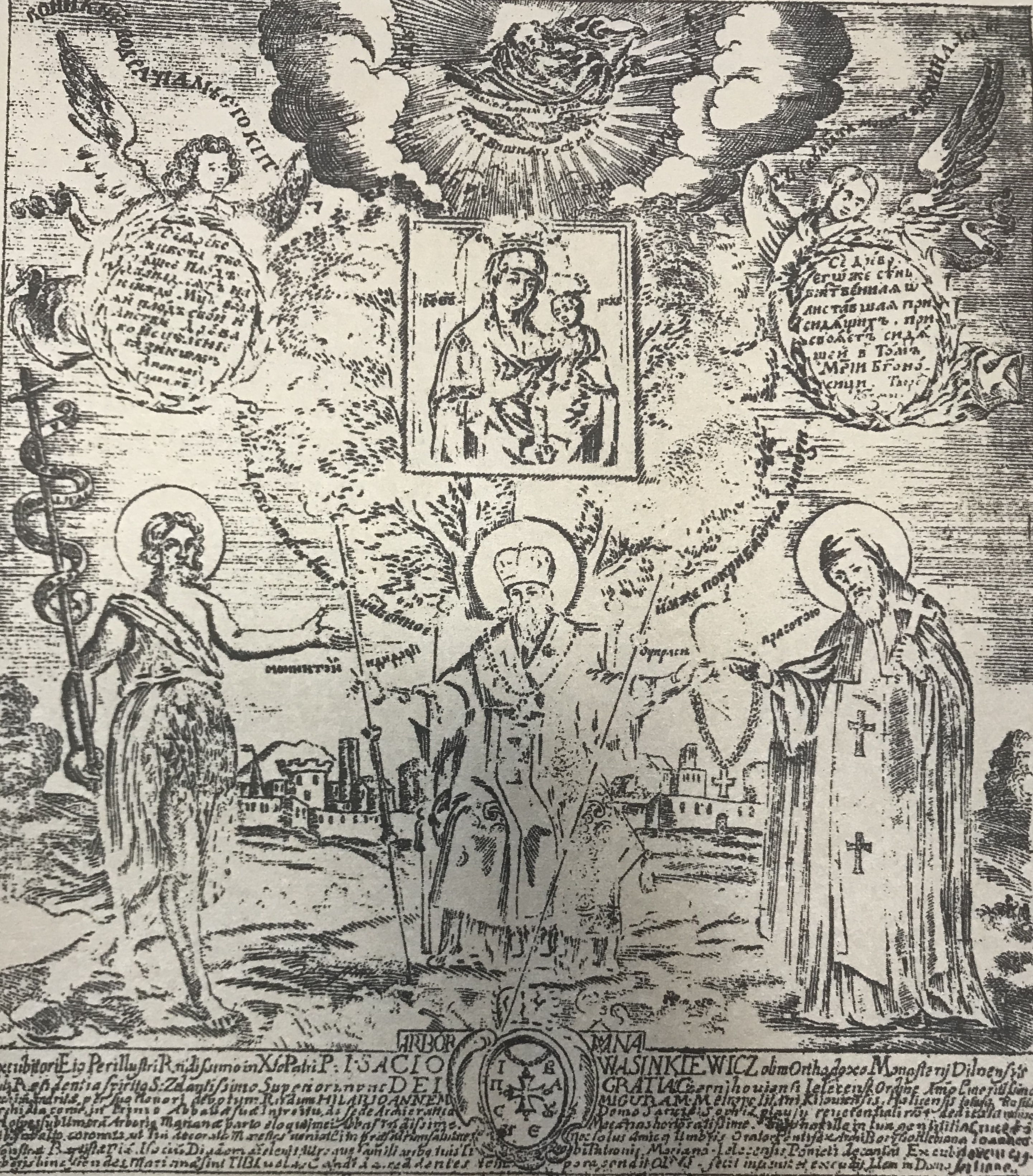
Єлецька Богоматір – нев’янучий цвіт
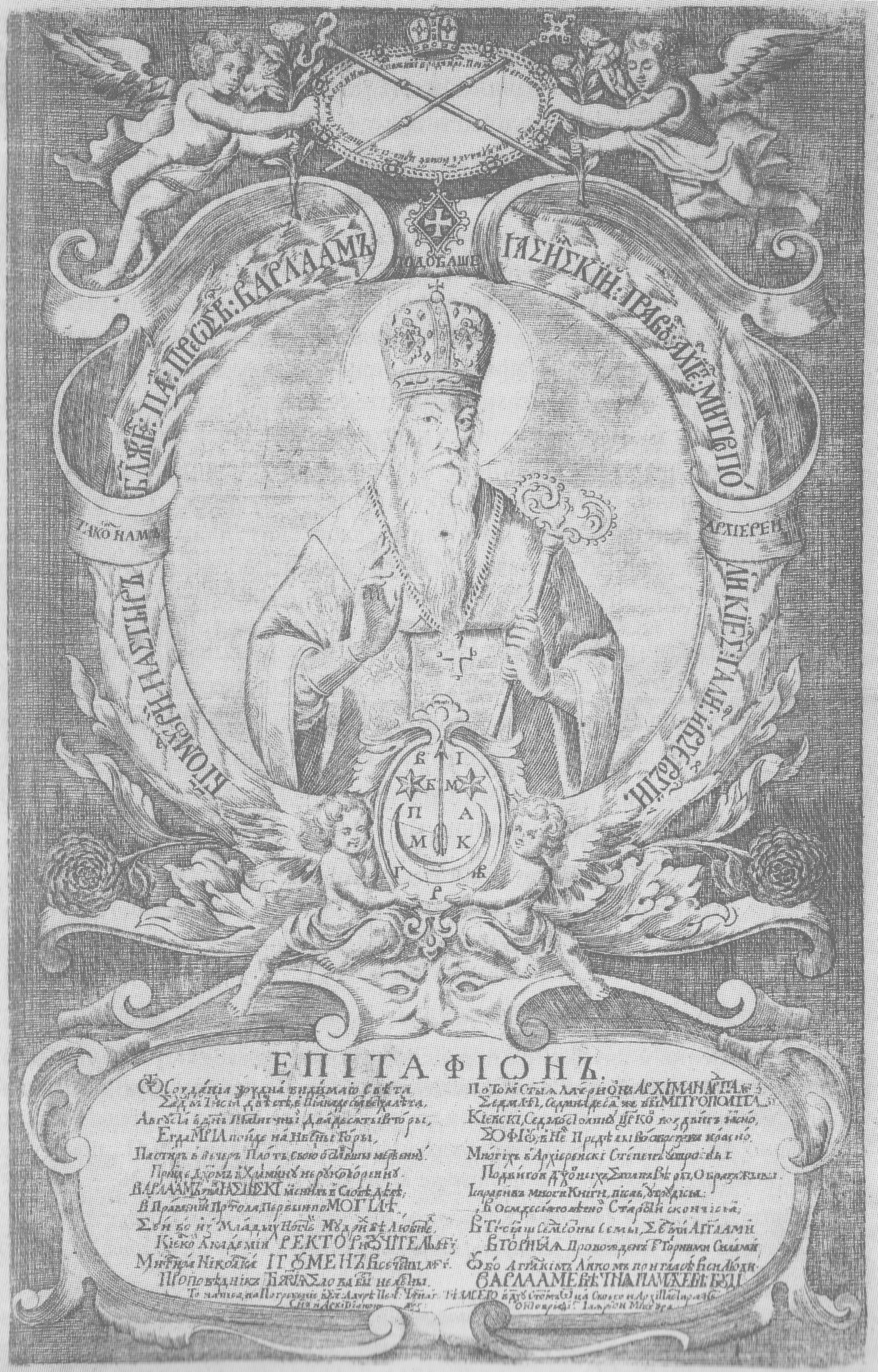
Епітафіон Варлаамові (Ясинському)